# Phalaris (Akragas)

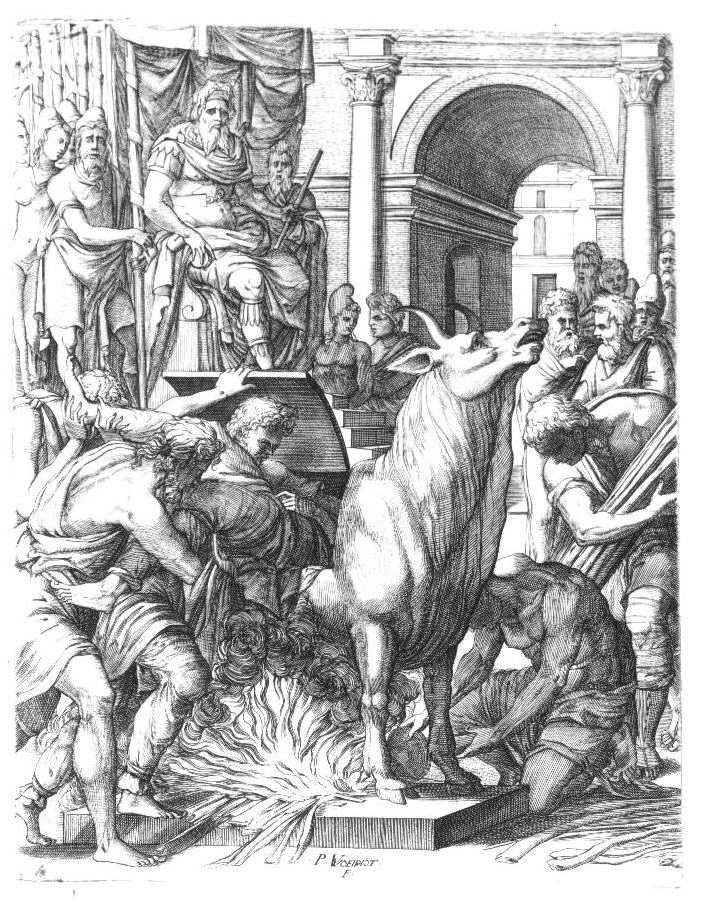
Phalaris lässt den Künstler Perilles in den Bronzestier einschließen (Kupferstich von Pierre Woeiriot, 16. Jahrhundert).

Phalaris (altgriechisch Φάλαρις Phálaris, Sohn des Leodamas von Rhodos) war etwa 570 bis 555 v. Chr. Tyrann der griechischen Kolonie Akragas (dem heutigen Agrigent) auf Sizilien.
Während Aristoteles angibt, dass Phalaris die Tyrannis aus dem Amt eines Feldherrn (strategos autokrator) erlangte, war Phalaris laut Polyainos zunächst mit dem Bau des Tempels des Zeus Polieus beauftragt. Er habe dieses Unternehmen, das ihm Geld und Leute sowie einen Punkt der Stadt sicherte, dazu benutzt, um mit Söldnern und bewaffneten Gefangenen einen Staatsstreich zu begehen. Während man in der Stadt ein Fest feierte, überfiel Phalaris mit seiner Truppe die Bürger und machte sich zum Tyrannen.
Mit Hilfe seiner Söldner beherrschte Phalaris anschließend die Stadt und führte erfolgreiche Feldzüge gegen die Sikaner. Seine Herrschaft endete wohl nach 16 Jahren durch eine Verschwörung.
In der späteren Überlieferung erscheint Phalaris als Musterbild eines grausamen Tyrannen. Allen voran ist die Erzählung vom bronzenen (ehernen) Stier bekannt, den der Künstler Perilaos für Phalaris hergestellt haben soll, um Fremdlinge und ihm verhasste Personen darin auf einem Feuer langsam zu rösten, wobei ihre Schmerzensschreie wie das Brüllen eines Stieres klangen. Als erstes Opfer soll Phalaris den Künstler selbst in den Leib des Stieres gesperrt haben.
Dass der Stier des Phalaris wirklich vorhanden war, sagt Diodor. Er erzählt, Himilkon habe ihn nach der Eroberung von Agrigent nach Karthago geschickt, Publius Cornelius Scipio Aemilianus Africanus aber 260 Jahre später nach der Zerstörung von Karthago den Agrigentinern zurückgegeben. Der Stier des Phalaris hat noch dem Lukianos von Samosata zu zwei ironischen Reden gedient, worin er Abgeordnete des Tyrannen in Delphi auftreten lässt, welche dem Gott jenen Stier zum Geschenk antragen und den grausamen Tyrannen als einen gerechten Mann darstellen; er lässt hierauf durch Priestermund die Gabe als gottseliges Opfer erklären.
Auch der Tod des Phalaris wurde legendär ausgestaltet. So soll er durch ein Gleichnis des Pythagoras sein Leben verloren haben. Einst redete der große Philosoph in Phalaris’ und der Bürger Gegenwart von der Furcht der Menschen vor den Tyrannen und bewies, wie grundlos sie sei, durch das Beispiel der Tauben, welche furchtsam vor dem Sperber fliehen und ihn doch in die Flucht treiben würden, wenn sie kühn sich gegen ihn wendeten. Diese Rede erhitzte einen Bürger dergestalt, dass er einen Stein aufnahm und ihn nach dem Tyrannen warf; andere folgten dem Beispiel, so dass Phalaris zu Tode gesteinigt wurde. 
Nach anderen Versionen wurde der Tyrann nach seinem Sturz alleine oder mitsamt seiner Mutter im Stier umgebracht und das Folterinstrument anschließend ins Meer geworfen. Ob die Berichte der Wirklichkeit entsprechen oder erst nach seinem Tod über ihn erfunden wurden, um ihn herabzusetzen, lässt sich nicht verlässlich ermitteln. Allen Varianten ist gemein, dass sie eine große Wut der Bevölkerung auf den Herrscher aufzeigen, was auf eine grausame Herrschaft hinweist.